# Leśniowice
Leśniowice è un comune rurale polacco del distretto di Chełm, nel voivodato di Lublino.
Ricopre una superficie di 117,85 km² e nel 2004 contava 4 034 abitanti.